# Ancien bâtiment de chimie de l'Université de Tartu
L'ancien bâtiment de chimie de l'Université de Tartu (en estonien estonien : Tartu Ülikooli vana keemiahoone) est un bâtiment de l’université de Tartu en Estonie.

## Présentation
Conçu par les architectes Paul Mielberg et Harald Sultson, le bâtiment académique de l'Université de Tartu a été achevé en 1939.
Jusqu'en 2010, le bâtiment était utilisé comme bâtiment de la faculté de chimie de l'université.
Lors de la rénovation, une cinquantaine de squelettes humains ont été retrouvés enterrés dans l'ancien cimetière de l'église Sainte-Marie, ainsi qu'une partie des murs de l'église Sainte-Marie.
Depuis sa rénovation achevée en 2011, il fait partie du campus de la Faculté de Philosophie, appelé Philosophicum .
Après la rénovation, la surface brute de l'ancien bâtiment de chimie est de 8 628 m2.
Aujourd'hui, le centre de langues de l'université, le centre d'études orientales, le bureau du doyen de la faculté de philosophie, l'institut de linguistique estonienne et générale, l'institut de philosophie et de sémiotique, l'institut d'histoire et d'archéologie et d'autres départements fonctionnent dans le bâtiment.